# Arctosa mittensa
Arctosa mittensa là một loài nhện trong họ Lycosidae.
Loài này thuộc chi Arctosa. Arctosa mittensa được Chang-Min Yin et al miêu tả năm 1993..